# 佈雷氏月鰺
佈雷氏月鰺（学名：Selene brevoortii），為輻鰭魚綱鱸形目鱸亞目鰺科月鰺屬下的一個種，屬於熱帶海水魚，東太平洋墨西哥下加利福尼亞半島南端至厄瓜多海域，深度1-50公尺，體短呈菱形且側扁，額頭突起，背鰭2個，背鰭硬棘8枚、背鰭軟條20-23枚，尾鰭叉形，第二背鰭及臀鰭軟條會呈絲狀延長，體無鱗，體色金黃色或銀色具金屬藍色亮點，幼魚淡黃色，有模糊、中斷、暗色的橫條紋，體長可達38公分，棲息在沿海淺水域，成小群活動，屬肉食性，以甲殼類、多毛類、頭足類及小魚為食，可做為食用魚，通常以生鮮或醃製販售。

## 扩展阅读
- 維基物種上的相關：佈雷氏月鰺